# アレクサンドル2世 (ロシア皇帝)
アレクサンドル2世（ロシア語: Александр II, ラテン文字転写: Aleksandr II、アレクサンドル・ニコラエヴィチ・ロマノフ、ロシア語: Александр Николаевич Романов, ラテン文字転写: Aleksandr Nikolaevich Romanov、1818年4月29日（ユリウス暦4月17日） - 1881年3月13日（ユリウス暦3月1日））は、ロマノフ朝第12代ロシア皇帝（在位：1855年3月2日 - 1881年3月13日）。ニコライ1世の第一皇子、母は皇后でプロイセン王女のアレクサンドラ・フョードロヴナ。

## 生涯

### 治世初期

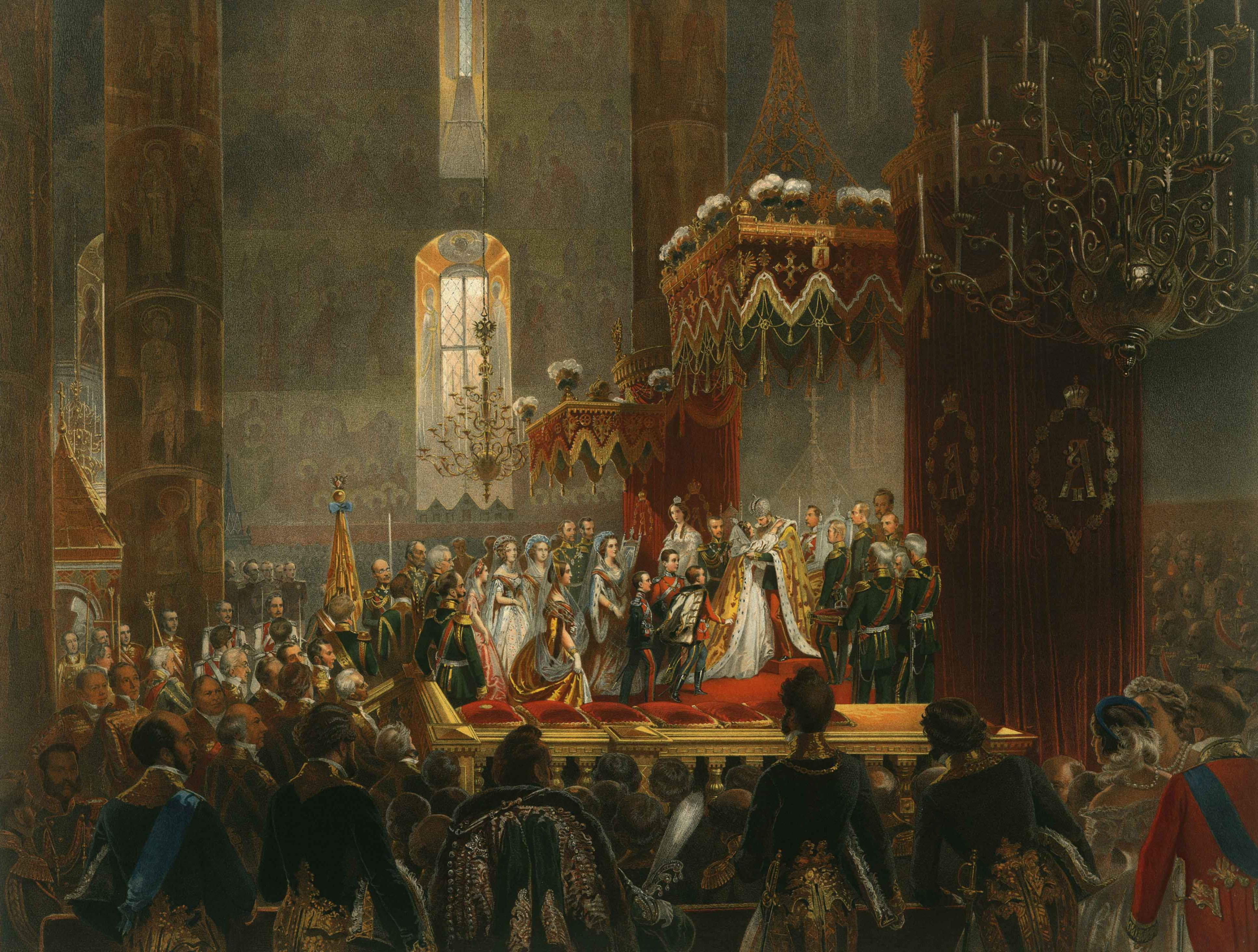
戴冠式で家族から祝福を受けるアレクサンドル2世

幼い頃から未来の皇帝の地位を約束されていたアレクサンドルは、有能な為政者になるべく帝王教育を受けた。帝国を統べるために必要なドイツ語・フランス語・英語・ポーランド語をマスターし、実際に政府機関に勤務して軍事・外交・財政などの政治的教養を身に付けていった。1855年、クリミア戦争がセヴァストポリ要塞の激戦を迎えている最中にニコライ1世が崩御したため、皇帝の座についた。戦局は悪化の一途をたどり、翌1856年3月にロシアは敗北を認め、パリ条約を結んだ。
クリミア戦争の敗北はロシアの支配階級に大きな危機感を抱かせ、帝国の弱体化の責任は既存の国家体制が抱く「立ち遅れ」に求められた。資本主義化・工業化のような経済発展、自由主義的な社会改革こそがロシアを救うと考えられたのである。農奴制改革について述べた「下から起こるよりは、上から起こった方がはるかによい」という言葉が示すとおり、アレクサンドル2世自身はこうした国家の西欧化改革を慎重に採用していくことで、伝統的な専制政治を延命させることが出来るという思想を以って改革に臨んだ。このため自由主義者とは改革に対するヴィジョンに最初から齟齬があった。

### 大改革
アレクサンドル2世は、旧弊な社会制度の象徴とされた農奴制の解体に着手し、1861年2月19日（3月3日）に農奴解放令（露: Манифест 19 февраля 1861 года об отмене крепостного праваと露: Общее Положение о крестьянах, вышедших из крепостной зависимости от 19 февраля 1861 годаを発布。17条からなる法律）を実施した。
長期的に見ればこの解放はロシアに工業発展の成果をもたらしたが、その実感は1860年代後半になってから現実のものとなったのであり、解放直後は不十分だとする不満が農民に根強かった。また、解放は約4700万人の農民の管理が地主から政府の手に移ったことを意味し、この社会的変化に対応するべく地方自治機関としてゼムストヴォが設置された（ヨーロッパ・ロシア地域のみ）。この機関は地方貴族に地方への影響力を残すと同時に国政参加の機会を与えたが、それでも児童教育・保健事業・貧民救済といった社会の影の部分に目が向けられた。
改革は多方面に及び、1864年に断行された司法権の行政権からの独立を始め、国家予算の一本化、徴税請負制の廃止、国立銀行創設といった政府内の構造的近代化・効率化のための施策が矢継ぎ早に行われた。またナショナリズムの要たる国民教育に関しても、ゴロヴニン文部相のもと、1863年の「大学令」で大学を自由化し、翌1864年の「初等国民学校令」「中等学校法」は無償の基礎的公教育を保障した。後任で保守派の代表格であるドミトリー・トルストイも教育改革を熱心に推進し、1871年に女性が教員や公務員となることが許可された。ロシアは女子教育に関しては西欧諸国をはるかに凌いでいた。軍事面での改革は陸相ドミトリー・ミリューチンの努力に負うところが大きい。ミリューチンは1867年に軍規を大幅に整備し、それまでの一部の志願兵や特例措置を廃して、1874年に完全徴兵制へ移行させた。ただし、装備などは西欧列強と較べると、いまだ格段に質が悪かった。また、聖務会院も変革を期待し、ロシア正教会への働きかけを強めた。
しかし、こうした改革は帝国に完全な安定をもたらすことは無かった。ポーランドではアレクサンドル2世の治世初期から自治を求める分離主義運動が活発で、デモが頻繁に起きた。ポーランド側は1862年に与えられた部分的な自治権には不満で、ついに1863年の年明けにはポーランドとリトアニアで旧ポーランド・リトアニア共和国を再建しようという一月蜂起が発生し、ベラルーシやウクライナでは民族主義の反乱が起きた。こうした騒乱の鎮圧には1年以上がかかり、ポーランドは自治権を失って、ヨーロッパ・ロシア各地域におけるロシア化政策が強化された。こうした動きや、1865年に改革を継ぐはずだった皇太子ニコライが急死したこと、1866年のカラコーゾフ事件もあって、アレクサンドルの改革は1860年代後半から反動化していった。事実、ポーランド人とリトアニア人の多くがシベリアに流刑になるか、アメリカ合衆国へ亡命していった。

### 外交と帝国

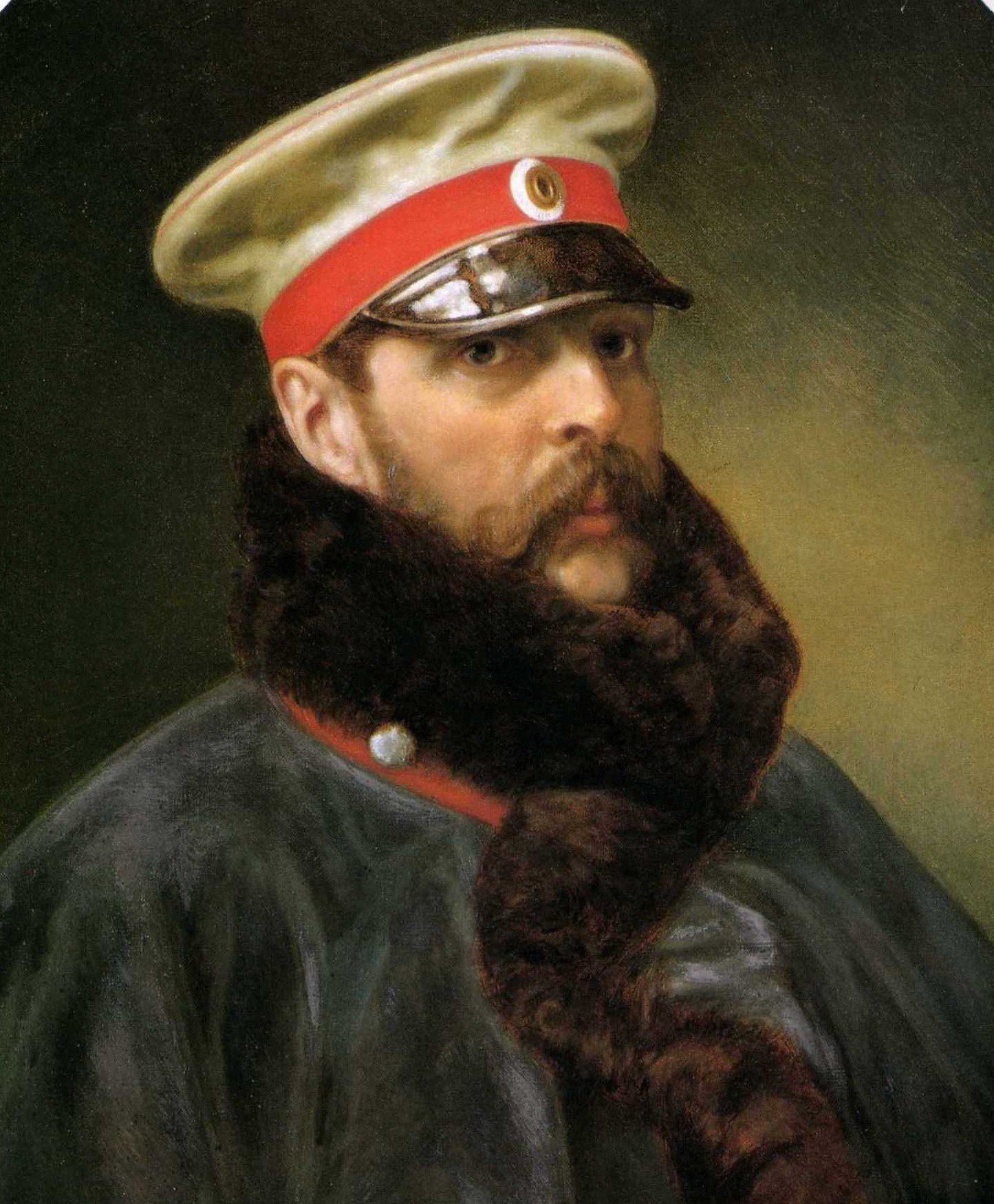
帝室騎馬近衛連隊の軍服を纏ったアレクサンドル2世

#### ヨーロッパ
皇帝はロシアの孤立状態を危ぶみ、外相アレクサンドル・ゴルチャコフの協力で対ヨーロッパ国際協調路線を模索した。フランスへの接近は失敗に終わり、イギリスやオーストリアとは強い敵対関係から脱却することはなかった。結果としてプロイセンとの友好が考えられ、1873年、バルカン半島をめぐってライバル関係にあるオーストリアを含めた三帝同盟が結ばれた。

#### バルカン半島
クリミア戦争以後、ロシア政府はバルカン南下政策に慎重になっていたが、スラヴ主義者のキャンペーン活動に後押しされる形で、1877年にブルガリア保護の名目でオスマン帝国に宣戦した露土戦争では、9ヶ月の戦いの後にアドリアノープルを陥落させて敵側から降伏を引き出した。1878年2月のサン・ステファノ条約では、ロシアの衛星国とすべくブルガリア公国の形成と自治権をオスマン側に認めさせた。しかし列強はこれに猛反発し、同年7月に開催されたベルリン会議ではロシアの影響力を殺ぐ方向で条約内容が大幅に修正された（ベルリン条約）。ロシア側はブルガリア公に皇后の甥アレクサンダーを推すことには成功したものの、ベルリン会議を主催したプロイセンとの同盟関係に疑念を呈する声がスラヴ主義者の間で上がることになった。

#### カフカース地方
コーカサス戦争（1817年-1864年）でロシアの支配下に入っていたカフカース地方では、バクーの油田における利権がヨーロッパ諸国の企業家の注目の的になり、スウェーデン出身のノーベル家がこの地の開発を引き受けて巨万の富を築いた。

#### 中央アジア
アレクサンドルの治世には中央アジアへの本格的な進出や開発も始まった。トルキスタン地方ではブハラ・ハン国（1868年）、ヒヴァ・ハン国（1873年）を次々に保護下におき、1876年にコーカンド・ハン国を滅ぼすと、この地域でもロシア化政策と経済開発が推し進められた。この地域は綿花栽培および綿工業の中心地となり、モノカルチャー化が進んでいった。

#### 東アジア

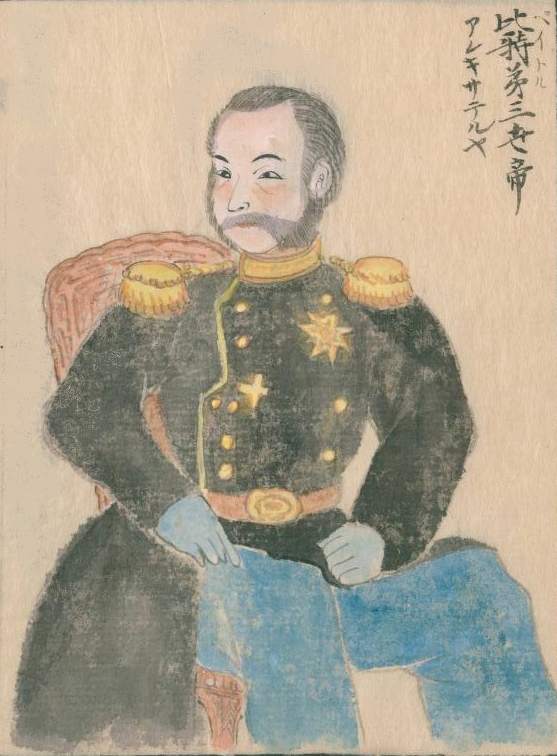
不平等条約の日露修好通商条約の交渉で派遣された開市開港延期交渉使節（1862）漢方医高嶋祐啓によるアレクサンドル2世

クリミア戦争の敗北でバルカンへの進出に失敗したロシアは、アジア進出により積極的な帝国拡大の可能性を見出した。アロー戦争に忙殺されていた清国と、1858年のアイグン条約および天津条約、1860年の北京条約を次々に結び、沿海州（現在の沿海地方）を獲得して不凍港ウラジオストクを建設した。帝国東部地域の開発が進むなか、多くの解放農民がシベリアへと移住した。
また、極東における領土の整理も行われた。1867年には開発の困難なアラスカ（現在のアラスカ州）をアメリカに720万ドルで売却し、1875年には日本の特命全権大使・榎本武揚との交渉で樺太・千島交換条約を結び、日露間の国境を確認した。
日本との関係で言うと、日本政府とペルー政府との間におこったマリア・ルス号事件では、1873年から1875年にかけて開かれた国際仲裁裁判の裁判長となり、日本に有利な判決を出した。

### 家庭

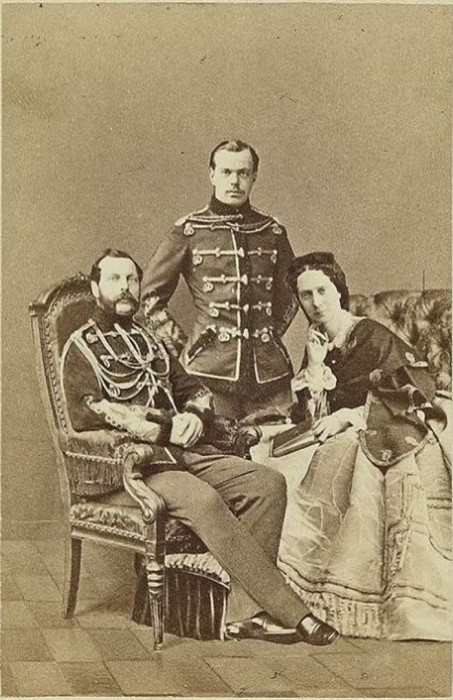
皇帝の公式の家族、皇后マリア（右）と皇太子アレクサンドル（中央）

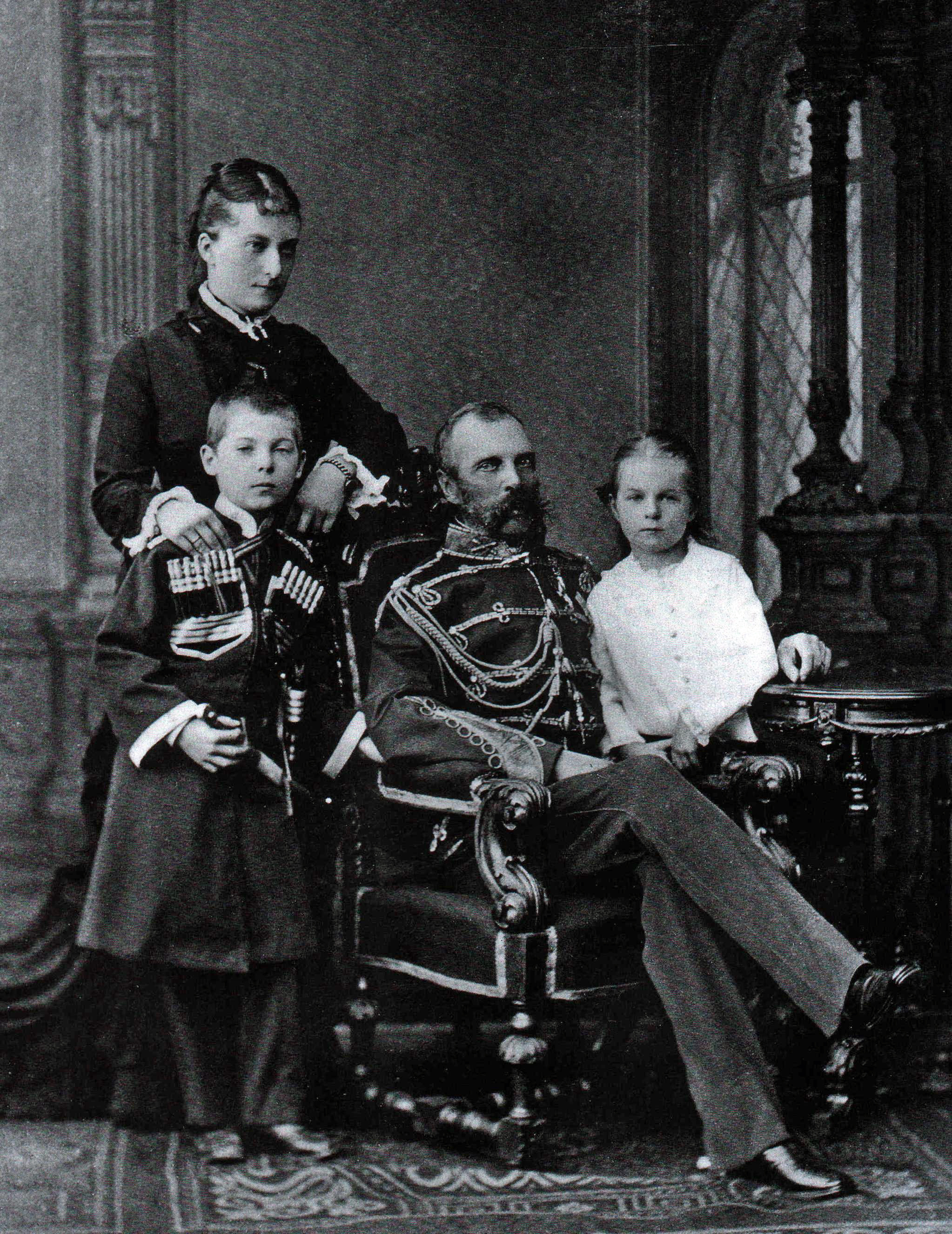
皇帝のもう一つの家庭、「カーチャ」ことエカチェリーナ・ドルゴルーカヤ公爵令嬢と二人の子供（ゲオルギー、オリガ）

1841年、ヘッセン大公ルートヴィヒ2世の末娘マリーと恋愛結婚した。マリーはその母親ヴィルヘルミーネの不義の子だったが、彼女に一目惚れしたアレクサンドルはそれを承知の上で妻に迎え、マリーは改宗してマリア・アレクサンドロヴナと名乗った。間に６男２女を儲けたが、体の弱いマリアは度重なる出産で疲弊し、その後医師に性行為を禁じられた。結婚後も他の貴族女性たちとの性的関係を繰り返していたアレクサンドルは、妻の体調の悪化に伴い更に妻以外の女性との関わりを深めていった。
1865年に長男である皇太子ニコライが21歳の若さで急死したことは皇帝夫妻に最終的な打撃を与えた。特に長男を愛していたマリアは全く立ち直ることができず、傷心したアレクサンドルは癒しを求めエカチェリーナ・ドルゴルーコヴァ公爵令嬢との不倫に走るようになった。
1866年、48歳のアレクサンドル2世は、没落貴族の娘でスモーリヌイ女学院の女学生だったエカチェリーナ・ドルゴルーコヴァ公爵令嬢（愛称・カーチャ）と不倫関係になった。二人はカーチャがスモーリヌイ女学院を卒業するのを待って恋愛関係になり、4人の子供が生まれて幸福な「家庭」生活を築いた。当然ながらこの関係は明るみに出て、皇太子アレクサンドルを始めとする多くの人々の非難を受けた。
1880年5月に皇后マリアが没すると、皇帝は教会法や家族の反対を無視し、カーチャと再婚（貴賤結婚）するに至った。当然ながらこの結婚はロマノフ家の人々の容認するところとならず、皇帝の死後、カーチャとその子供たちは340万ルーブルの年金を与えられ、ニースに追い払われた。

### 暗殺

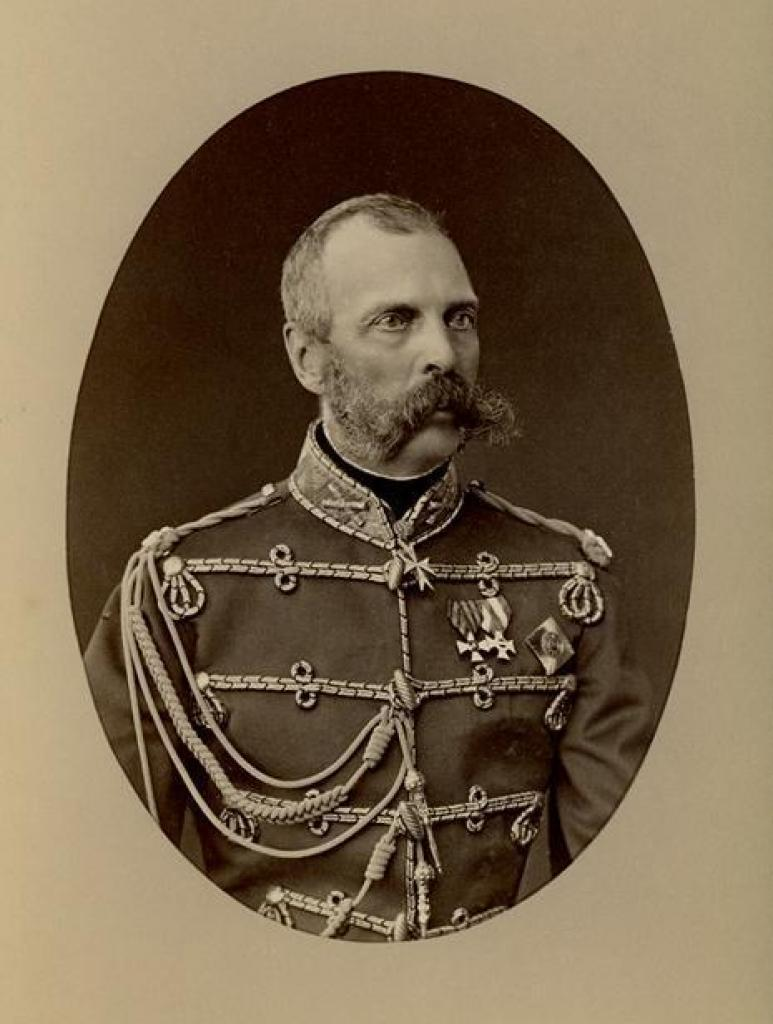
1881年に写真家セルゲイ・リヴォーヴィッチ・レヴィツキーが撮影。アレクサンドル2世

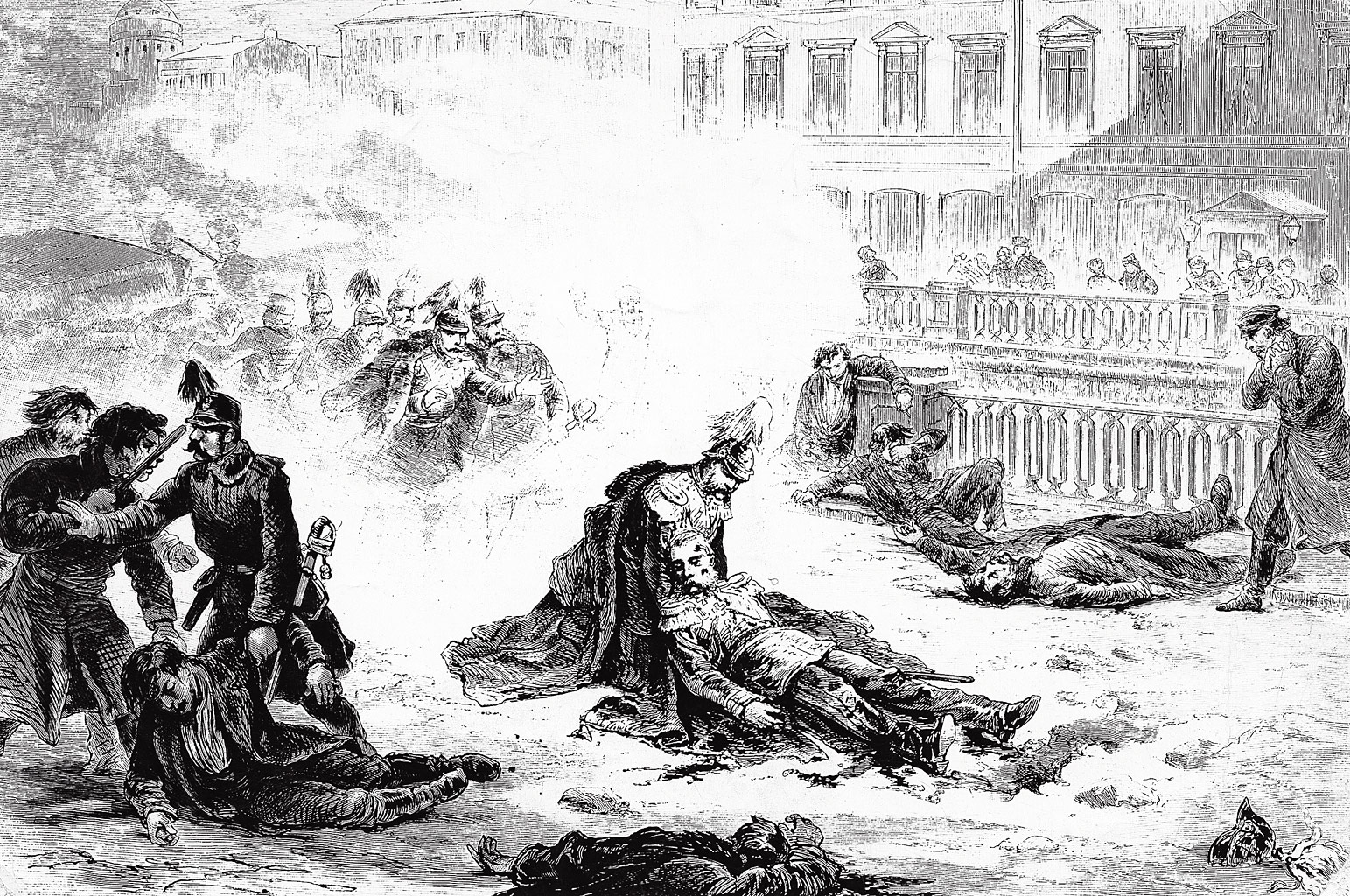
暗殺を描いた絵

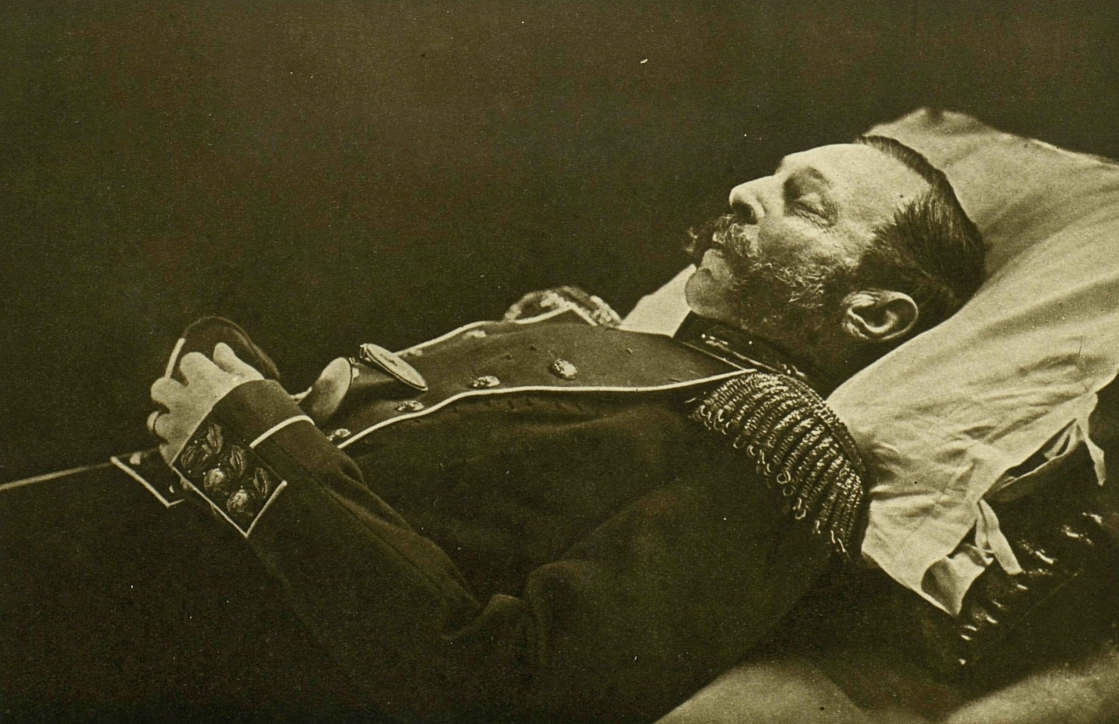
1881年にセルゲイ・リヴォーヴィッチ・レヴィツキーが撮影。死の床のアレクサンドル2世

1880年2月、アレクサンドル2世を狙った冬宮食堂爆破事件が起きて多数の死傷者が出た。これをきっかけに最高指揮委員会が設置され、下ヴォルガ臨時総督として暴動鎮圧に成果を収めたミハイル・ロリス＝メリコフが委員長に任命された。
政治を安定させ、内政の改革を進めることがテロや暴動の抑止になると考えたロリス＝メリコフは行政改革と財政改革（いわゆる「ロリス＝メリコフの改革案」）を皇帝に進言し、これを受けて最高指揮委員会は解散され、ロリス＝メリコフが内務大臣となった。社会の不安を除くため、人々の怨嗟の的となっていた悪名高い秘密警察・皇帝官房第三部を廃止し、立憲制導入に向けてまず一種の「議会」導入を提案し、一般委員会や国家評議会にゼムストヴォの代表や大都市自治会の代表などを参加させようとした。
1881年3月13日、アレクサンドル2世は、没落したシュラフタの家柄で「人民の意志」党員のポーランド人イグナツィ・フリニェヴィエツキの投じた爆弾（キバリチチ式手投げ爆弾）により、サンクトペテルブルク市内で暗殺された。アンドレイ・ジェリャーボフ、ソフィア・ペロフスカヤら暗殺の首謀者は処刑され、暗殺当日に皇帝の承認を受けたばかりのロリス＝メリコフの改革案は白紙に戻された。

## 家族
皇后マリアとの間に8人の子女をもうけた。

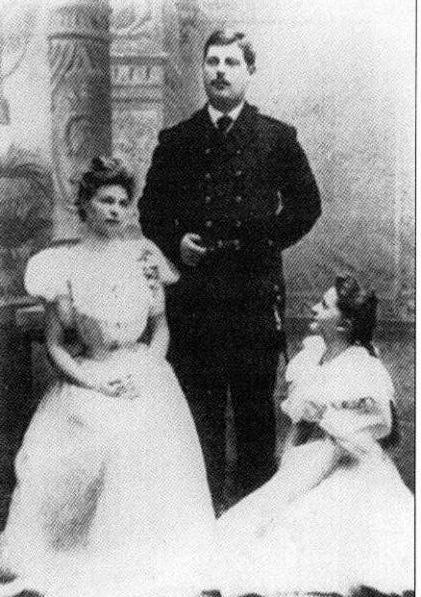
エカチェリーナとの間にもうけた子女。オリガ（左）・ゲオルギー（中央）・エカチェリーナ（右）

- アレクサンドラ（1842年 - 1849年）
- ニコライ（1843年 - 1865年）
- アレクサンドル3世（1845年 - 1894年）
- ウラジーミル（1847年 - 1909年）…メクレンブルク＝シュヴェリーン大公フリードリヒ・フランツ2世の娘マリー・アレクサンドリーネと結婚
- アレクセイ（英語版）（1850年 - 1908年）…アレクサンドラ・ジュコーフスカヤ（英語版）（高名なロシアの詩人ヴァシーリー・ジュコーフスキーの娘）と貴賤結婚
- マリア（1853年 - 1920年）…ザクセン＝コーブルク＝ゴータ公アルフレート（ヴィクトリア女王の次男）妃
- セルゲイ（1857年 - 1905年）…ヘッセン大公ルートヴィヒ4世の娘エリーザベトと結婚
- パーヴェル（1860年 - 1919年）…ギリシア王ゲオルギオス1世の王女アレクサンドラと結婚、のちオリガ・カルノヴィチと貴賤結婚

再婚相手のエカチェリーナ・ドルゴルーカヤ公爵令嬢との間には結婚前に4人の子女をもうけた。いずれも母に与えられた「ユーリエフスカヤ公女（ユーリエフスキー公）」の姓を名乗った。
- ゲオルギー（1872年 - 1913年）…ザルケナウ伯爵夫人アレクサンドラと結婚
- オリガ（1874年 - 1925年）…メーレンベルク伯爵ゲオルク・ニコラス夫人
- ボリス（1876年）
- エカチェリーナ（1878年 - 1959年）…アレクサンドル・バリャティンスキー公夫人、のちセルゲイ・オボレンスキー公夫人

## アレクサンドル2世を扱った作品

### 書籍
- 漫画
  - 『学習漫画 世界の歴史 13 産業革命と自由主義 富国強兵のせめぎあい』第４章「クリミア戦争とロシアの農奴解放」（あずみ椋、近藤和彦）集英社　2002年 ISBN 978-4082492137[3]
  - 『漫画版 世界の歴史 6 フランス革命と産業革命 (集英社文庫) 』集英社　2009年 ISBN 9784087463309 - 上記漫画の文庫化[4][5]
  - 『ゴールデンカムイ(GOLDEN KAMUY)』野田サトル　集英社[6]

### 映画
- 『カチアの恋』（1938年・フランス）モーリス・トゥールヌール監督、エカチェリーナ・ドルゴルーコヴァ：ダニエル・ダリュー、アレクサンドル2世：ジョン・ローダー
- Katia（1959年・フランス）ロバート・シオドマク監督、エカチェリーナ・ドルゴルーコヴァ：ロミー・シュナイダー、アレクサンドル2世：クルト・ユルゲンス